# Beecher (Wisconsin)
Beecher es un municipio del condado de Marinette, Wisconsin, Estados Unidos. Tiene una población estimada, a mediados de 2021, de 791 habitantes.

## Geografía
Está ubicado en las coordenadas 45°33′46″N 87°56′9″O / 45.56278, -87.93583. Según la Oficina del Censo de los Estados Unidos, tiene una superficie total de 128.1 km², de la cual 125.7 km² corresponden a tierra firme y 2.4 km² son agua.

## Demografía
Según el censo de 2020, en ese momento había 786 personas residiendo en la zona. La densidad de población era de 6.3 hab./km². El 94.40% de los habitantes eran blancos, el 1.02% eran amerindios, el 0.13% era asiático, el 0.64% eran de otras razas y el 3.82% eran de una mezcla de razas. Del total de la población, el 2.29% eran hispanos o latinos de cualquier raza.